# Spanische Küche

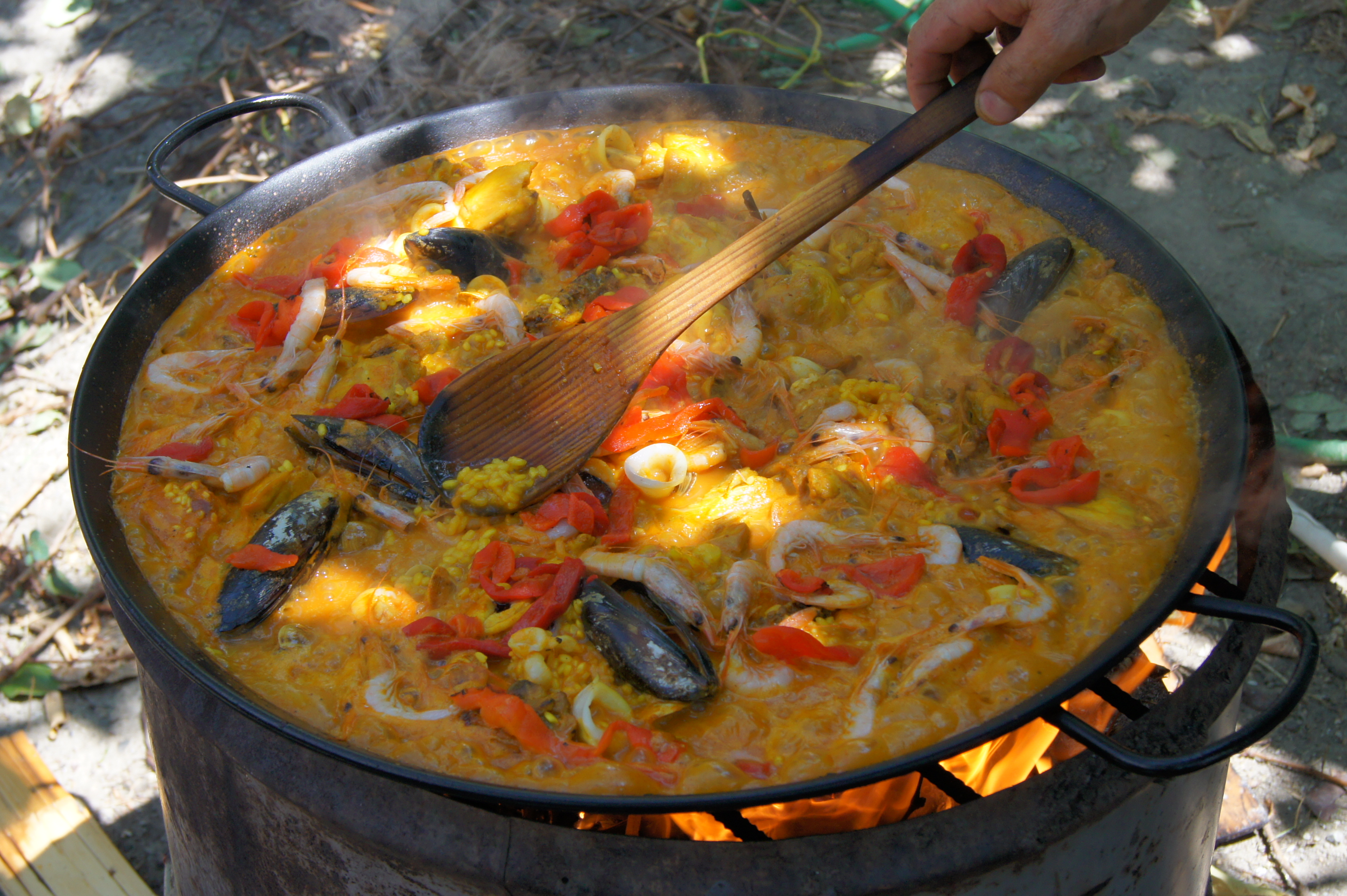
Paella mit Meeresfrüchten

Die spanische Küche besteht aus einer großen Vielfalt an regionalen Gerichten und Besonderheiten. Fisch und Meeresfrüchte spielen eine wichtige Rolle, ebenso Hülsenfrüchte in Eintopfgerichten. Kartoffeln werden vorrangig als Gemüse betrachtet; die Funktion der im deutschen Sprachraum gängigen Sättigungsbeilage erfüllt das bei Tisch allgegenwärtige Weißbrot. Durch die wechselvolle Geschichte Spaniens wurde die Küche von verschiedenen Kulturen, insbesondere den Mauren und Sephardim beeinflusst, nach der Entdeckung Amerikas durch die Einfuhr im mittelalterlichen Europa unbekannter landwirtschaftlicher Produkte (Tomaten, Kartoffeln, Paprika, Kakaobohnen) bereichert und beinhaltet heute eine Fülle verschiedener Zutaten, Zubereitungsarten und typischer Gerichte:
- reichhaltige Eintopfgerichte mit Hülsenfrüchten
- Gemüse als eigenständiger Gang
- viel Fleisch, viel Fisch und Meeresfrüchte, Kurzgebratenes angerichtet nur mit einer kleinen Garnitur am Tellerrand
- Sofrito als Grundlage für Eintöpfe und Saucen in Schmor- und Fischgerichten, aber auch für Paella
- fast ausschließliche Verwendung von Olivenöl, im Landesinneren bei Fleischgerichten gelegentlich auch Schmalz oder ausgelassener Speck
- Zutaten bleiben im fertigen Essen meist erkennbar (keine oder kaum pürierte oder faschierte Gerichte)
- sparsame Verwendung von Gewürzen und Kräutern, mit Ausnahme des in vielen Gerichten reichlich verwendeten Knoblauchs

Saucen werden selten gereicht, Salat wird im Restaurant häufig vom Gast selbst angemacht, Olivenöl, Essig und Salz werden vom Kellner gebracht oder stehen schon auf dem Tisch.

## Mahlzeiten
Im Gegensatz zu den Hauptmahlzeiten ist das spanische Frühstück, das desayuno, recht karg. Es besteht in der Regel aus einem Kaffee und einem Stück Gebäck oder ein paar Keksen, in Andalusien auch aus einer Torta de Aceite oder einem mit ein paar Spritzern Olivenöl aromatisierten Toast, der zudem vorab mit einer Knoblauchzehe abgerieben worden sein kann. Sehr beliebt, besonders an Fest- oder Feiertagen oder im Urlaub, ist das Frühstück mit Churros oder Porras („Knüppel“, die dickere Variante der Churros) mit einer Tasse heißer Schokolade. Es ist nicht unüblich, das Frühstück vor der Arbeit kurz in einem Café einzunehmen.
Das Mittagessen wird als comida oder (selten) almuerzo, das Abendessen als cena bezeichnet. Mittag- und Abendessen sind im Allgemeinen warme Mahlzeiten. Diese bestehen in Restaurants in der Regel aus zwei Gängen zuzüglich Nachtisch, dem postre. Zum Essen wird oft Weißbrot gereicht, gängige Essensgetränke sind stilles Wasser, Wein und Bier. Zum Aperitif werden gerne Tapas auf den Tisch gestellt, die sich durchaus auf Kleinigkeiten wie Oliven, Salzmandeln, Chorizo, Queso manchego und Schinken beschränken können. Der erste Gang besteht oft aus Gemüse, Eintöpfen, Suppen oder Salat, der zweite Gang meist aus Fleisch- oder Fischgerichten, die Grenzen sind jedoch fließend. Meist fällt der erste Gang etwas leichter aus als der zweite. Zum Nachtisch werden Obst oder Süßspeisen, gelegentlich auch Joghurt gereicht.
In Spanien wird später als in Deutschland gegessen. So beginnt das Mittagessen zwischen 13:30 Uhr und 15:30 Uhr, das Abendessen zwischen 21:00 Uhr und 22:30 Uhr. Die Abweichung ist teilweise dadurch verursacht, dass Spanien dieselbe Zeitzone wie Deutschland verwendet, aber wesentlich weiter westlich liegt, d. h. nach reiner Sonnenzeit (bezüglich des Sonnenstandes) gerechnet ist der Unterschied in den Essenszeiten zwischen Spanien und Deutschland wesentlich geringer. Ebenso hat das wärmere Klima einen Einfluss auf die Essenszeiten.
Speiselokale oder Bars mit Mittagstisch bzw. Tagesmenü ("Menú del Día") werden zur Mittagszeit gut besucht. Außerhalb der normalen Essenszeiten besteht in Spanien die Gewohnheit, in Bars zu einem Getränk eine Kleinigkeit zu sich zu nehmen, Tapas oder Pinchos. So gibt es die Vormittagskaffeepause zwischen 9:30 Uhr und 11:30 Uhr und die Nachmittagspause merienda zwischen 17:00 Uhr und 19:00 Uhr.

## Typisch spanische Gerichte
Auch wenn es einige weit verbreitete Gerichte gibt ist es schwierig, von einer typisch spanischen Küche zu sprechen. Vielmehr sind in Spanien viele Regionalküchen präsent, was sich auf die landschaftliche und klimatologische Vielfalt zurückführen lässt.

### Potajes, Pucheros (Eintöpfe)
Der Eintopf als klassische Hausmannskost wird oft als  plato único  (einziger Gang) angerichtet.

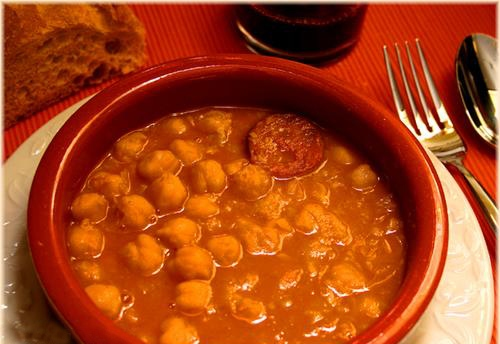
Menudo

- Puchera montañesa, ein kantabrischer Eintopf aus weißen Bohnen und Blattkohl mit Schweinerippe, Speck, Chorizo, Morcilla
- Fabada, ein Bohneneintopf aus Asturien
- Lentejas, Linseneintopf
- Potaje de vigilia, Eintopf aus Stockfisch mit Kichererbsen und Spinat, aufgebaut aus einem Sofrito, ein klassisches Karfreitagsessen
- Marmitako, Thunfischeintopf mit Kartoffeln, Zwiebeln, Paprika und Tomaten
- Menudo (auch: callos a la andaluza), Andalusischer Kutteleintopf mit Kichererbsen, der mit durch Gewürzpaprika gefärbtem Schmalz („manteca colorá“) zubereitet wird
- Cocido de Garbanzos, Kichererbseneintopf

Eine Sonderstellung unter den Eintöpfen nimmt der cocido madrileño ein, der in drei Gängen („vuelcos“) serviert wird: Der erste Gang ist die Brühe des Cocido mit darin weichgekochten Nudeln. Der zweite Gang besteht aus den Kichererbsen und dem Gemüse, als dritter Gang wird schließlich das Fleisch serviert.

### Primer Plato (Vorspeise)
- Piriñaca (auch pipirrana oder picadillo genannt), ein südspanischer, mit Olivenöl und viel Essig angemachter Salat aus kleingewürfelten Zwiebeln, Tomaten, Gemüsepaprika und Gurke, der mit hartgekochtem Ei oder Makrelenfilets angereichert werden kann
- Fisch in Escabeche, säuerlich gebeizter Fisch (Thunfisch, Forelle, Makrele, gelegentlich auch Pfahlmuscheln), kalt oder warm serviert
- Sopa de ajo, Suppe aus mit Brühe aufgegossenem, in Olivenöl mit Gewürzpaprika gebräuntem Knoblauch, eingeweichtem Brot und einem darin pochierten Ei, aus Kastilien und León
- Sopa de picadillo, Hühnerbrühe mit leichter Reiseinlage, serviert auf kleingewürfelten Serrano-Schinken und gehacktem, hartgekochten Ei (aus der Provinz Sevilla)
- Polbo á feira (kastilisch: Pulpo a la gallega), gekochter Krake mit Salz, Gewürzpaprika und Olivenöl angemacht, ein Klassiker der Galicischen Küche
- Almejas a la marinera, dt. Venusmuscheln nach Seemannsart
- Ortiguillas, leicht bemehlte, in Olivenöl ausgebackene Seeanemonen, ein Gericht aus Cádiz
- Perretxiko nahaskia (kastilisch: revuelto de setas), baskisches Rührei mit Mairitterling
- Espinacas a la catalana, Spinat auf katalanische Art: mit Knoblauch, Pinienkernen und Rosinen in Olivenöl sautiert
- Escalivada, mit Holzkohle gegrilltes Gemüse in Olivenöl, Auberginen, Paprika, Gemüsezwiebel, evtl. Tomate wird anschließend geschält und serviert (Gericht aus Katalonien)
- Menestra riojana, getrennt voneinander gekochte Gemüsesorten (Artischocken, Grüne Bohnen, Mangold, Blumenkohl, Spargel, Erbsen, Möhren) werden mit einem Schuss Olivenöl heiß in einer Tonschale und mit einem hartgekochten Ei dekoriert serviert (Gericht aus La Rioja)
- Gambas al ajillo, marinierte Garnelen in der Tonschale
- Angulas a la bilbaína, Glasaale nach „Bilbao-Art“, mit Knoblauch und Chilischoten in einer Tonschale gebraten
- Raya en pimentón, Leber und Flossen eines Rochen in einer mit Brotkrume angedickten Sauce, gewürzt mit Knoblauch, Gewürzpaprika und Kreuzkümmel, Gericht aus Huelva
- Papas Arrugadas, kleine Pellkartoffeln mit leichter Salzkruste, serviert mit Mojo
- Habas con jamón, Saubohnen mit Serrano-Schinken (Speise aus der Provinz Granada)
- Fideuà, Nudelpfanne mit Meeresfrüchten, aus Valencianischer Küche, mit Aioli serviert
- Fritada, Schmorgemüse aus Aragonien
- Gazpacho aus Andalusien
- Caracoles a la palentina, vorab gekochte Schnecken, auf einem Sofrito mit Schweinelende, Chorizo, Serrano-Schinken, Weißwein, hartgekochtem Eigelb und Pinienkernen gargezogen, eine Zubereitung aus Palencia
- Salmorejo aus Córdoba, ähnlich dem Gazpacho, mit Serrano-Schinken und hartgekochtem Ei
- Ajoblanco, kalte Suppe aus gemörsertem altbackenem Weißbrot, Mandeln und Knoblauch, Olivenöl, Salz sowie einem Schuss Essig
- Paella, „Nationalgericht“ der Provinz Valencia
- Pisto manchego, Schmorgemüse aus La Mancha
- Almejas a la marinera, Muscheln in Weißweinfond mit Olivenöl, Zwiebeln und Knoblauch
- Tortilla, insbesondere Tortilla Española, Kartoffelomelett

### Segundo Plato (Hauptgericht)
- Filete de ternera, ein großes, dünn geschnittenes Rinderschnitzel
- Carne Guisada, ein Schmorgericht mit Fleischstücken, Kartoffeln und anderem Gemüse (Erbsen, Möhren), ähnlich wie Gulasch
- Merluza (Seehecht) a la romana (paniert), a la gallega (gekocht, mit in Olivenöl gebräuntem Knoblauch und Gewürzpaprika garniert), en salsa verde (in grüner Sauce)
- Cazón en adobo (auch Bienmesabe genannt), in Adobo marinierter und dann bemehlt ausgebackener Hundshai, typisches Gericht aus der Provinz Cádiz
- Albóndigas, Fleischklößchen in Tomaten- oder Mandelsauce mit Petersilie, Fischklößchen in mit Eigelb angedickter Limonensauce (alle Saucen werden auf einem Sofrito aufgebaut)
- Chipirones en su tinta (Kalmare in eigener Tinte, aus der baskischen Küche)
- Trucha a la navarra, gebratene, mit Serrano-Schinken gefüllte Forelle (aus Navarra)
- Pollo/conejo/cordero en pepitoria, Huhn/Kaninchen/Lamm in mit hartem Eigelb gebundener Mandel-Safransauce
- Cordero en chilindrón, Lamm in einer Sauce aus Zwiebeln, Tomaten und Paprika (Gericht aus Aragonien, Navarra und La Rioja)
- Cordero a la pastora, mit einer Würzmarinade aus Olivenöl, Knoblauch, Pfeffer, Thymian und Weißwein bestrichenes, gegrilltes Lamm, Zubereitung aus Teruel
- Cochifrito, in Wein mariniertes Lamm- oder Ziegenfleisch, mit Knoblauch, Petersilie, Lorbeer und Minze in Olivenöl ausgebraten und mit Essig abgerundet, ein Gericht aus Kastilien-La Mancha
- Perdiz al modo de Alcántara, mit einer Farce aus Entenleber, Trüffeln und Oloroso gefülltes Rebhuhn, Zubereitung aus der Extremadura, die nach dem napoleonischen Portugalfeldzug 1807 von der Ehefrau General Junots in Frankreich bekannt gemacht wurde[1]
- Lacón con grelos, Eisbein mit Kohl aus Galicien
- Conejo en salmorejo, Kaninchen in salmorejo canario (einer Marinade aus Salz, Knoblauch, Gemüsepaprika, Paprikapulver, Olivenöl und einem Schuss Essig), ein Gericht von den Kanarischen Inseln
- Pincho moruno aus Salamanca
- Riñones al Jerez, Nierchen in Sherrysauce
- Bacalao (Stockfisch) a la vizcaina (in einer Sauce aus Zwiebeln, Tomaten, Paprika und Knoblauch), al pil pil (äußerst langsam mit Knoblauch in Olivenöl gegart, wobei die austretende Gelatine das Öl bindet), al ajoarriero (in einem Sofrito aus Olivenöl, Gemüsepaprika, Knoblauch, Tomaten und Stampfkartoffeln gegart)
- Zarzuela, katalanische Edelfischpfanne mit Meeresfrüchten

### Postre (Nachtisch und Süßspeisen)
- Almendrados
- Arroz con leche, Milchreis
- Crema Catalana
- Flan
- Natillas
- Turrón
- Tortas de Aceite
- Siehe auch: Cabello de angel

### Saucen
- Aioli, ajoaceite (all i oli, katalanisch für Knoblauch und Öl)
- Mojo, rote oder grüne Würzsauce aus der Kanarischen Küche
- Mayonnaise, ursprünglich mahonesa nach dem Ort Mahón auf Menorca
- Salsa vizcaína, leicht gebundene Sauce aus angebratenen Zwiebel- und Paprikawürfeln und Fischfond, benannt nach der Provinz Vizcaya
- Romesco, eine katalanische Würzsauce aus Tomaten, Knoblauch, Brotkrume, getrockneten roten Gemüsepaprika, Mandeln, Haselnüssen, Rosmarin, Olivenöl, Salz und Pfeffer, die zu Kurzgebratenen, Fisch und Gemüse gereicht wird
- Vinagreta, ein Öl-Essig-Gemisch

## Wurst und Schinken

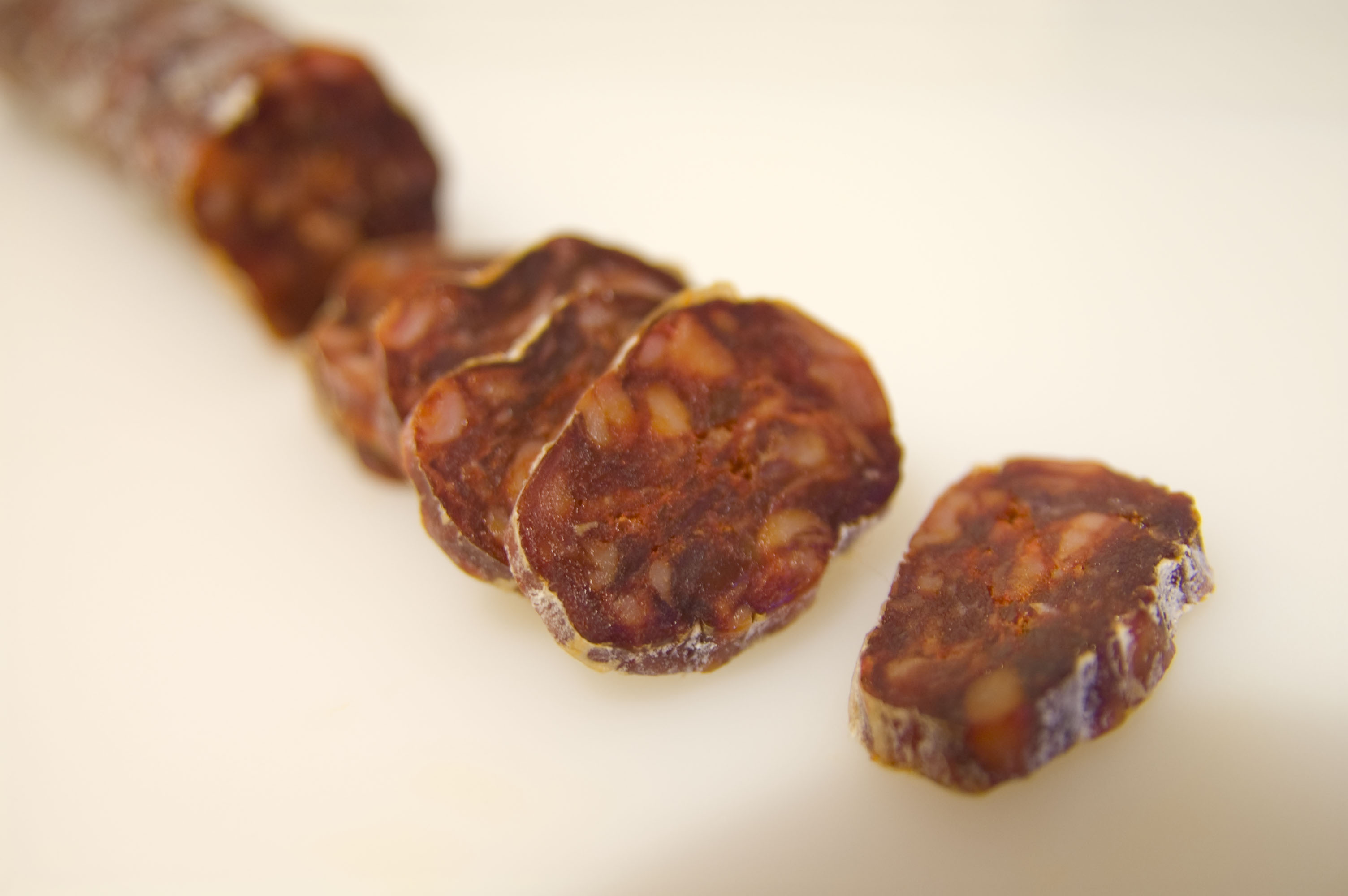
Einige Scheiben Paprikawurst Chorizo

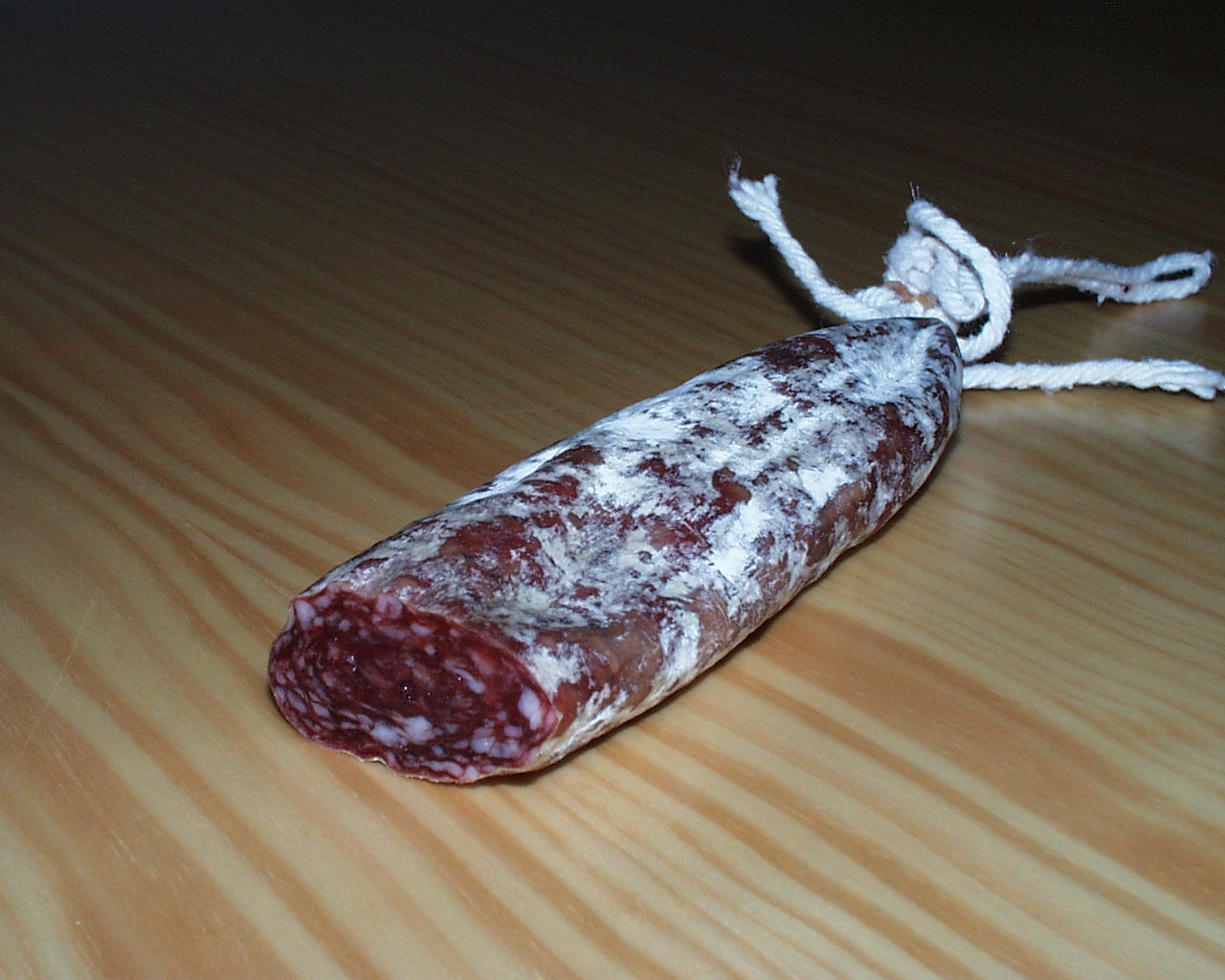
Ein Stück Hartwurst, Longaniza.

Wurstwaren werden embutidos genannt, klimatisch bedingt dominieren in Spanien traditionell Dauerwurstwaren. Dazu gehören:
- Cecina, luftgetrocknetes Rindfleisch
- Chistorra, Paprikawurst aus Navarra
- Chorizo, Paprikawurst
- Fuet, Hartwurst aus Katalonien
- Jamón Ibérico
- Lomo embuchado, mit Paprikapulver mariniertes Schweinefilet in Schweinedarm, luftgetrocknet
- Longaniza, Hartwurst
- Morcilla, Blutwurst
- Salchichón, Hartwurst
- Jamón serrano, luftgetrockneter Schinken

## Regionalküchen
Typische Regionalküchen in Spanien sind:
- Andalusische Küche
- Baskische Küche
- Galicische Küche
- Kanarische Küche
- Kastilische Küche
- Katalanische Küche
- Mallorquinische Küche
- Valencianische Küche

## International bekannte Spezialitäten

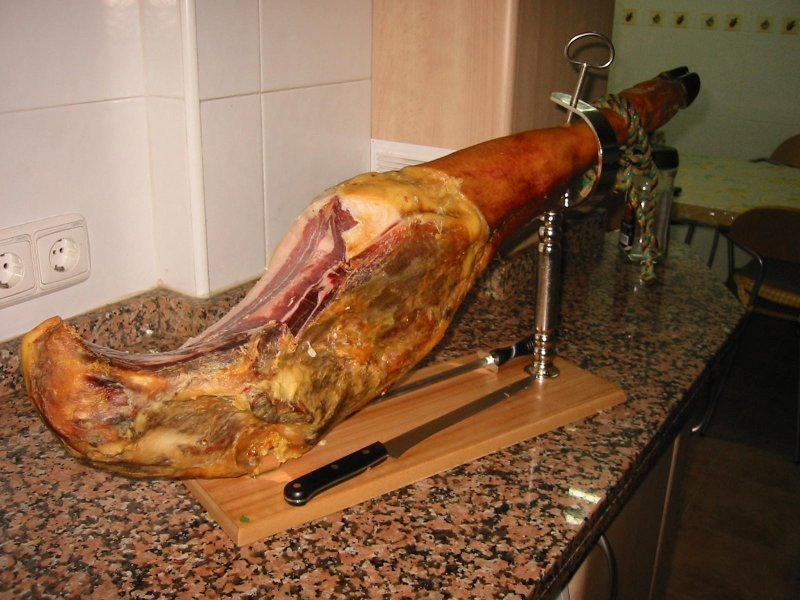
Jamón Serrano

- Cava aus dem Penedès
- Gazpacho Andaluz
- Horchata aus Valencia
- Iberischer Schinken
- Manchego Käse aus la Mancha
- Paella aus Valencia
- Rotwein aus La Rioja
- Jamón Serrano
- Tapas
- Tortas de Aceite aus Sevilla
- Turrón